# کلمنت اتلی

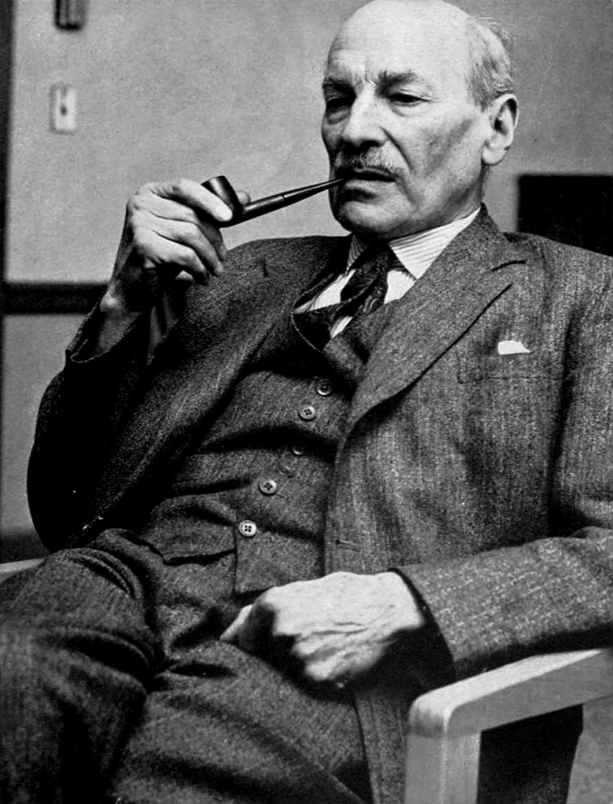
نگاره ای از کلِمِنت اتلی در (۱۹۵۶–۱۹۵۷) در هفتمین دهه زندگی وِی.

کلِمِنت ریچارد اتلی (به انگلیسی: Clement Richard Attlee)؛ ۳ ژانویه ۱۸۸۳ – ۸ اکتبر ۱۹۶۷) سیاستمدار بریتانیایی از حزب کارگر بریتانیا و نخست‌وزیر این کشور به مدت ۶ سال از ۱۹۴۵ تا ۱۹۵۱ بود. او همچنین رهبر حزب کارگر به مدت بیست سال از ۱۹۳۵ تا ۱۹۵۵ بود که طولانی‌ترین زمان ریاست این حزب تا به امروز است.
او اولین شخصی است که عنوان قائم مقام نخست‌وزیری را در زمان دولت جنگی ائتلافی وینستون چرچیل در خلال جنگ جهانی دوم را داشت. کلمنت اتلی اولین نخست‌وزیر کارگری است که تمام یک دوره در این مقام باقی‌ماند؛ و این در حالی بود که مجلس دارای اکثریت کارگری با او همراه بود.
او در ۱۹۲۲ وارد مجلس شد و خیلی زود ترقی کرد در دولت اقلیت رمزی مک دونالد در ۱۹۲۴ وزیر بود. وی تا ۱۹۵۵ همچنان عضو مجلس به حساب می‌آمد. بعد از شکست سنگین حزب کارگر در ۱۹۳۱ او قائم مقام حزب شده و چهار سال بعد به مقام رهبری حزب پس از استعفای جرج لنسبری رسید. بعد از کنار گذاشتن سیاست‌های سابق حزب مبتنی بر آرامش و پاسیفیسم و از سیاست‌های نویل چمبرلین که سعی داشت با هیتلر مذاکره کند به شدت انتقاد کرد. او حزب کارگر را وارد دولت ائتلافی وینستون چرچیل کرد. دو سال بعد قائم مقام نخست‌وزیر شد. بعد از جنگ کابینه ائتلاف از هم گسست و اتلی حزب کارگر را به بردی بزرگ در انتخابات عمومی رهبری کرد. دولت او بر پایه مسائل بعد از جنگ بود به عنوان مثال از بین بردن بیکاری با تأکید بر سیاست‌های اقتصادی کینزی و گسترش خدمات عمومی. دولت او ملی‌سازی صنایع بزرگ و دارایی‌های عمومی را بعهده گرفت. همچنین سیستم بهداشت و سلامت عمومی را به وجود آورد. سیاست‌های اقتصادی کینزی او به وسیلهٔ حزب محافظه کار و برای سه دهه آینده و تا زمان نخست‌وزیری مارگارت تاچر در ۱۹۷۹ ادامه یافت. دولت او همچنین بر استعمار زدایی در بیشتر بخش‌های امپراتوری بریتانیا نظارت کرد. بعد از اینکه حزب کارگر بار دیگر در ۱۹۵۰ در انتخابات برنده شد او در ۱۹۵۱ استعفا داد.
او از بعد تاریخی امروزه هم مورد احترام است. در سال ۲۰۰۴ او از طرف ۱۳۹ نهاد و شخصیت آکادمیک به عنوان بزرگ‌ترین نخست‌وزیر بریتانیا در قرن بیستم انتخاب شد.
از دیگر سوابق می‌توان به درجه سروانی در جنگ جهانی اول (دارای شش نشان) و شرکت او در حمله به ترکیه عثمانی و همچنین شرکت در لشکرکشی به عراق (هر دو در خلال جنگ جهانی اول) اشاره کرد. کلمنت اتلی در ۸ اکتبر ۱۹۶۷ در ۸۴ سالگی درگذشت.